# Frieda Ekotto
Frieda Ekotto là một tiểu thuyết gia người Pháp gốc Phi và nhà phê bình văn học. Bà là giáo sư của AfroAmerican và nghiên cứu châu Phi và văn học so sánh tại Đại học Michigan và hiện đang là Hunting Family Fellow tại Viện nhân văn. Bà nổi tiếng với tiểu thuyết, tập trung vào giới tính và tình dục ở châu Phi cận Sahara, và tác phẩm của bà viết về nhà văn Jean Genet, đặc biệt là phân tích chính trị của bà về tác phẩm trong tù của ông, và tác động của ông như một nhà lý luận chủng tộc trong thế giới Pháp ngữ. Nghiên cứu và giảng dạy của bà tập trung vào văn học, phim ảnh, chủng tộc và luật pháp trong thế giới Pháp ngữ, trải dài qua Pháp, Châu Phi, Caribbean và Maghreb.

## Cuộc đời
Frieda Ekotto sinh ra ở Cameroon và lớn lên ở Switzerland. Ekotto nhận được bằng B.A. từ Colorado College năm 1986, và bằng tiến sĩ văn học so sánh từ Đại học Minnesota năm 1994. Bà đã giành được học bổng Chateaubriand danh tiếng để hoàn thành luận án của mình. Ekotto bắt đầu làm việc tại Đại học Michigan tại Ann Arbor vào năm 1994. Bà đã giữ các vị trí giảng viên và lãnh đạo tại Làng ngôn ngữ Concordia ở Minnesota, Đại học Công nghệ, Sydney Sichuan University, và Hiệp hội các trường đại học Wisconsin, Indiana và Michigan tại Aix-en-Provence, Pháp.

## Creative writing
Tiểu thuyết gần đây của Ekotto Chuchote pas trop/Don't Whisper Too Much được xuất bản bởi nhà xuất bản lớn của Pháp L'Harmattan năm 2005. TCuốn tiểu thuyết tập trung vào mối tình giữa hai người phụ nữ, Siliki và Ada. Siliki bị tàn tật, và già hơn Ada, và câu chuyện ghi lại tình yêu và sự thân mật của họ thông qua việc sáng tác như một phương thức giao tiếp phổ biến. Siliki có nghĩa là lụa trong Douala, ngôn ngữ đầu tiên của Ekotto. Trong một cuộc phỏng vấn, Ekotto đã nói rằng nội dung đồng tính của cuốn tiểu thuyết khiến việc tìm nhà xuất bản ở Châu Phi trở nên khó khăn, vì đó là sự miêu tả tích cực đầu tiên về tình yêu giữa những người phụ nữ trong bối cảnh châu Phi. Sáng tác của Ekotto được cho là đã chịu ảnh hưởng nặng bởi Jean Genet.

## Tác phẩm tiêu biểu
- Ekotto, F., 2011, Race and Sex across the French Atlantic: The Color of Black in Literary, Philosophical, and Theater Discourse (New York: Lexington Press). ISBN 0739141147
- Ekotto. F., and B. Boisseron (eds). 2011.Voix du monde: Nouvelles francophones (Bordeaux: Presses Universitaires de Bordeaux, France). ISBN 286781622X
- Ekotto, F., 2010, Portrait d’une jeune artiste de Bona Mbella (a novel, Paris: L’Harmattan).
- Ekotto, F., and Adeline Koh (eds). 2009. Rethinking Third Cinema: The Role of Anti-colonial Media and Aesthetics in Postmodernity. Germany: LIT Berlin. ISBN 3825818047
- Ekotto, F., Aurélie Renaud; Agnès Vannouvong. 2008. Toutes les images du langage: Jean Genet, Presse de l'Université de Paris Sorbone/Biblioteca Della Ricerca, Transatlantique 9.
- Ekotto, F., 2005, Chuchote pas trop (a novel; Paris: L'Harmattan). ISBN 2747589900
- Ekotto, F., 2001, L'Ecriture carcérale et le discours juridique: Jean Genet, Paris: L’Harmattan. ISBN 2747503135
- Ekotto, F., and Delvaux, M., 1998, Special issue of L'Esprit Créateur on the topic of "Narrative and Confinement."